# Mambo Kurt

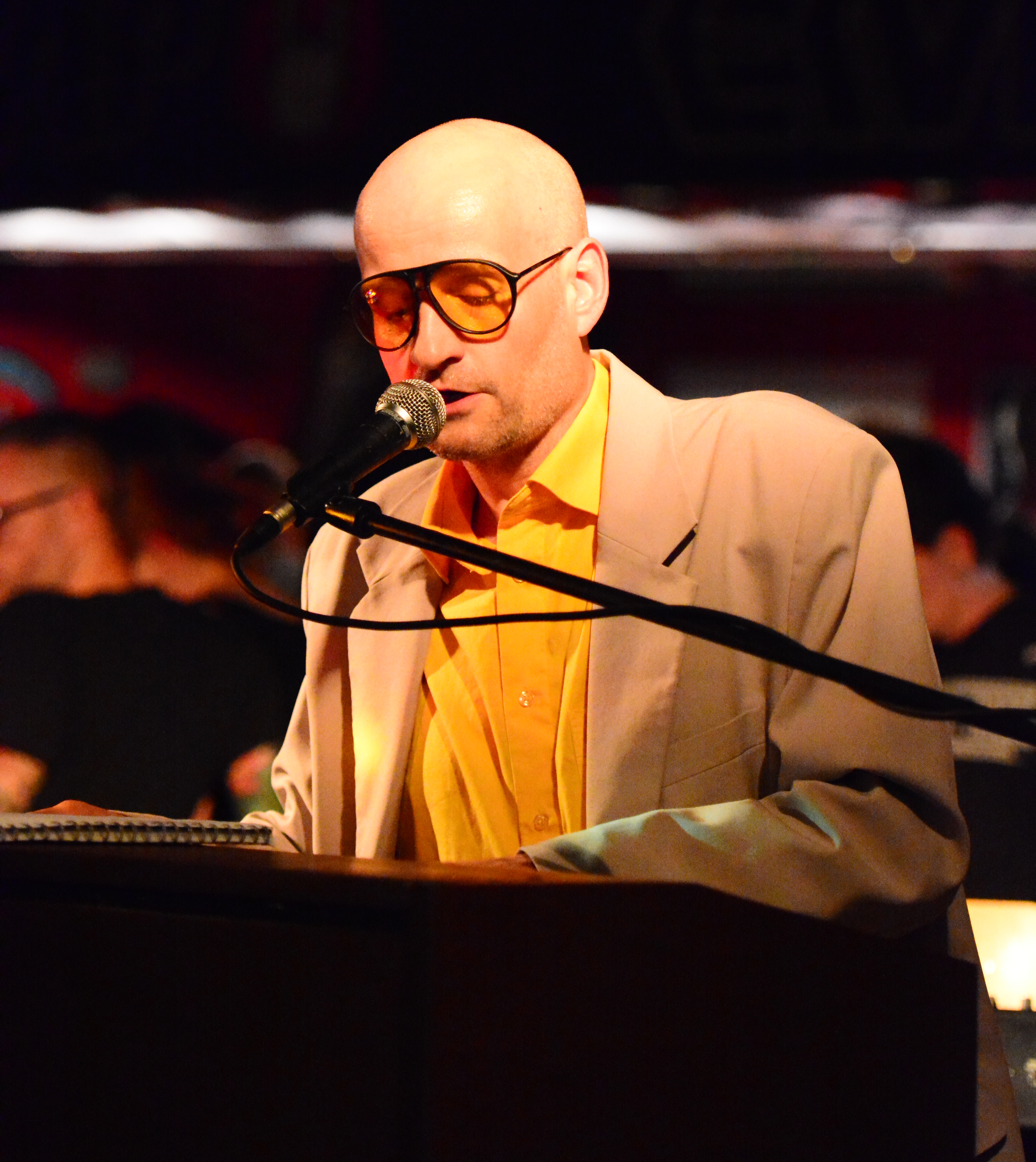
Mambo Kurt bei den Hamburg Metal Dayz 2014

Mambo Kurt, bürgerlich Rainer Limpinsel (* 11. April 1967 in Hagen), ist ein deutscher Arzt, Musiker und Alleinunterhalter. Seit 1998 spielt er Stücke bekannter Gruppen aus dem Rock- und Popbereich in Rhythmen wie Mambo, Ska und anderen auf einer Heimorgel.

## Biografie
Im Jahre 1982 wurde Limpinsel Nordrhein-Westfalens bester Heimorgelspieler in der Altersklasse bis 14 Jahre. Entdeckt wurde er 1997 von den Mitgliedern der Band Clawfinger, die ihn, nachdem sie ihn bei einem Auftritt als Alleinunterhalter in einer Bar gesehen hatten, sofort mit auf Tour nahmen.
Einem größeren Publikum wurde er vor allem durch Verona Feldbuschs Fernsehshow Veronas Welt bekannt, in der Mambo Kurt 1999 für die musikalische Untermalung sorgte. Sein Instrument ist u. a. eine analoge Yamaha-D-85-Electone-Heimorgel aus dem Jahr 1980, „dreimanualig, 120 kg, echt Holz, keine Furniere, 300 Watt Lautsprecher“. Manchmal zerstört er auf den Konzerten sein Instrument.
Er tritt häufig auf Hardrock- und Metalfestivals wie Wacken Open Air oder With Full Force als Nebenattraktion auf. Mambo Kurt spielt nicht nur ein in der Rockmusik altmodisches Instrument, sondern trägt bei Auftritten dazu noch biedere Kleidung im Stil der 1970er-Jahre, vorzugsweise helle Anzüge, und eine Sonnenbrille. Zudem war er von September 2006 bis Ende 2017 in der Sendung Die Pierre M. Krause Show regelmäßig zu sehen.
Limpinsel studierte Medizin in Regelstudienzeit und wurde Chirurg. Die Entscheidung, Arzt zu werden, traf er während seiner Zivildienstzeit. Im Jahre 2002 promovierte er an der Ruhr-Universität Bochum.
Er litt seit 2007 an Diabetes mellitus Typ 2, den er durch Nahrungsumstellung und Lebensstiländerung überwand.
2014 erschien seine Autobiographie Heimorgel to Hell. In der Coronakrise arbeitete er als Impfarzt.
Auf dem Wacken Open Air 2024 feierte er sein 20-jähriges Wacken-Jubiläum auf der für seine Verhältnisse großen Headbanger-Stage, dabei wurde er durch Stumpen von Knorkator unterstützt.

## Diskografie

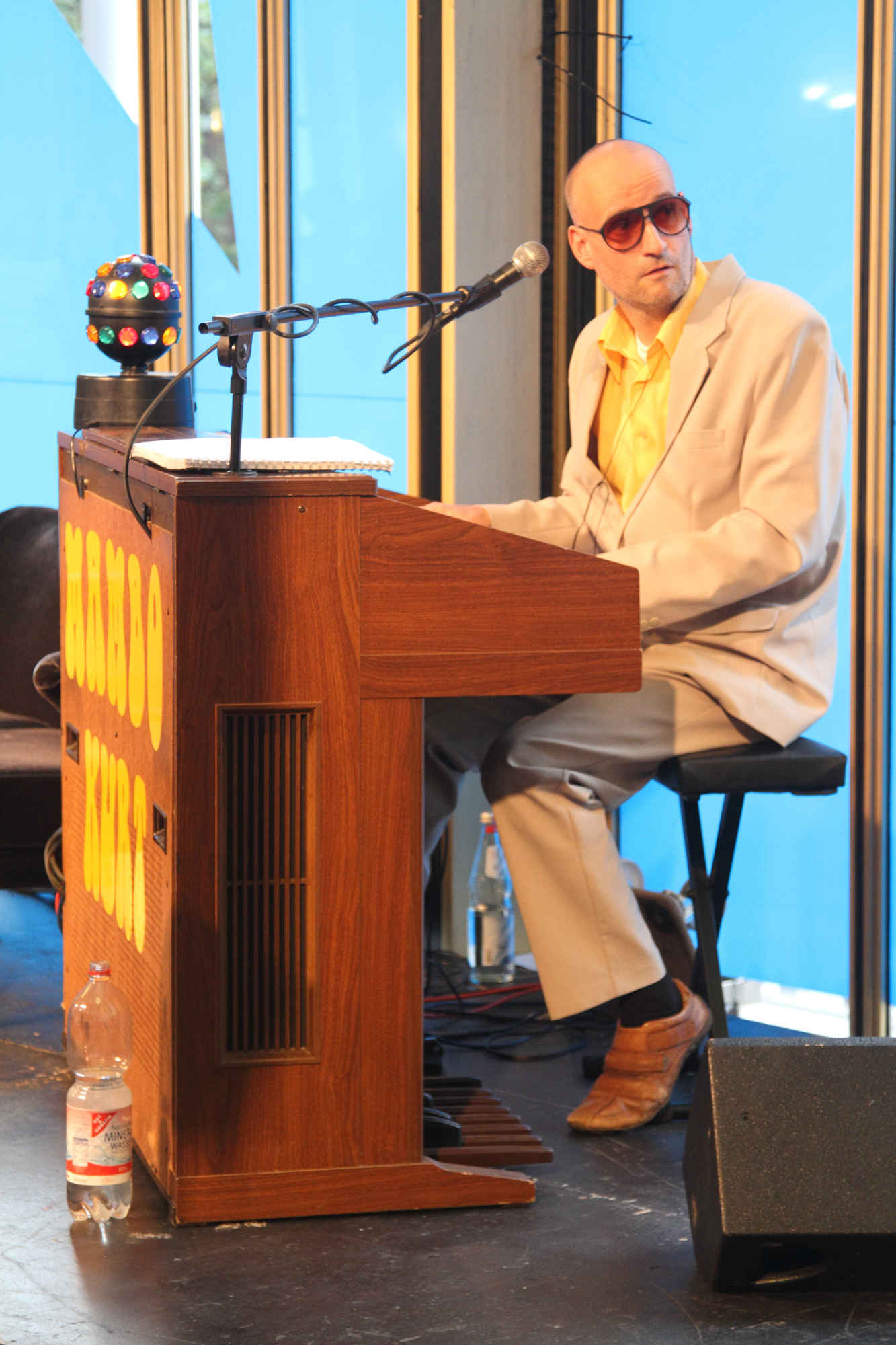
Mambo Kurt im September 2013

- Lieder zur Weihnachtszeit (1998, nicht im freien Verkauf)
- The Return of Alleinunterhalter (1998, bei Stamm & Belz Records, 19 Tracks)
- The Return of Alleinunterhalter (1999, bei Virgin Music, 15 Tracks)
- Back in Beige – The Return of Alleinunterhalter vol. II (2000)
- Ekstase – The Return of Alleinunterhalter vol. 4 (2002 bei Supermodern)
- Sun of a Beach – The Return of Alleinunterhalter vol. 5 (2004 bei Supermodern)
- Organized Crime (2005 bei Hit Thing)
- Spiel Heimorgel Spiel (29. Juni 2007 bei Armageddon Music)[12]
- The Orgel Has Landed – Live at Wacken (2008)
- Lieber Gott (Cordoba)/König Fußball (2008, Download-Single, Kooperation mit der Österreicherin Hanna)
- King of Heimorgel (2010 bei Wacken Records)
- Remmidemmi (2011 live at Wacken 2011)
- Weihnachten (2014, bei Metalville, 14 Tracks)
- Sommerhits (2022, bei Metalville, 15 Tracks)

## Schriften
- Stellenwert der transthorakalen Echosonographie in der Begutachtung berufsbedingter Atemwegs- und Lungenkrankheiten. Dissertation.
- Diabetes heilen in 28 Tagen. 2012, ISBN 978-3954430024.
- Heimorgel to Hell. Mein glamouröses Leben als Alleinunterhalter. Piper, München 2014, ISBN 978-3-492-30609-6.
- Diabetes. Das Anti-Insulin-Prinzip.  Trias, Stuttgart 2015, ISBN 978-3-432-10411-9.
- Der Anti-Diabetes-Plan: Unkonventionelle Strategien, die wirklich helfen. Wie ein betroffener Arzt seinen Diabetes Typ 2 besiegte. Trias, Stuttgart 2024, ISBN 978-3432118734.